# Библиотека Гаванского университета
Библиотека Гаванского университета (исп. la Biblioteca Central de La Universidad de La Habana "Rubén Martínez Villena") — государственная библиотека, расположенная в городе Гавана. Входит в состав Гаванского университета.
Исторически является старейшей и одной из крупнейших научных библиотек в стране.

## История
Библиотека была создана в 1728 году (одновременно с созданием Гаванского университета), после преобразования университета в светское образовательное учреждение в 1841 году, в 1846 году библиотека стала отдельным структурным подразделением.
1 мая 1902 года университет был переведён из здания в районе Вилла-де-Сан-Кристобаль в Старой Гаване в новое здание в районе Ведадо, библиотека начала работу в новых помещениях. После победы Кубинской революции в 1959 году в стране началось создание новых библиотек и образовательных учреждений, и часть фондов столичных библиотек была выделена на укомплектование провинциальных библиотек. В 1965 году фонды библиотеки Гаванского университета насчитывали 120 тыс. томов.
В 1973 году фонды библиотеки насчитывали 202,8 тысяч томов на испанском, латинском и других языках.